# 沃倫·李·麥凱布
沃倫·李·麥凱布（英語：Warren Lee McCabe；1899年8月7日—1982年8月24日）是美國一名化學工程師，被視為其中一位化學工程專業之父。因被用於分析蒸餾程序的麥凱布－蒂勒方法及其著作《化學工程單元操作》而聞名，後者為化工學科重要的教科書。1928年，麥凱布於密西根大學獲得博士學位，並於今日為紐約大學坦登工程學院的學校擔任教授。